# Elmore (Vermont)
Elmore és una població dels Estats Units a l'estat de Vermont. Segons el cens del 2000 tenia 849 habitants.

## Demografia
Segons el cens del 2000, Elmore tenia 849 habitants, 306 habitatges, i 223 famílies. La densitat de població era de 8,4 habitants per km².
Dels 306 habitatges en un 42,8% hi vivien nens de menys de 18 anys, en un 61,4% hi vivien parelles casades, en un 6,2% dones solteres, i en un 26,8% no eren unitats familiars. En el 18% dels habitatges hi vivien persones soles el 5,6% de les quals corresponia a persones de 65 anys o més que vivien soles. El nombre mitjà de persones vivint en cada habitatge era de 2,77 i el nombre mitjà de persones que vivien en cada família era de 3,2.
Per edats la població es repartia de la següent manera: un 29,8% tenia menys de 18 anys, un 5,5% entre 18 i 24, un 32,4% entre 25 i 44, un 23,8% de 45 a 60 i un 8,5% 65 anys o més.
L'edat mediana era de 37 anys. Per cada 100 dones de 18 o més anys hi havia 98 homes.
La renda mediana per habitatge era de 45.357 $ i la renda mediana per família de 48.214 $. Els homes tenien una renda mediana de 31.250 $ mentre que les dones 27.361 $. La renda per capita de la població era de 20.069 $. Entorn del 6,4% de les famílies i el 6,3% de la població estaven per davall del llindar de pobresa.